# Edward John Thye
Edward John Thye (Frederick, 26 aprile 1896 – Northfield, 28 agosto 1969) è stato un politico statunitense. Fu il 26º governatore del Minnesota e senatore degli Stati Uniti.

## Biografia
Edward Thye nacque in una fattoria del Dakota del Sud da Andrew John Thye e Bertha Wangan. Suo padre era un agricoltore nato in Norvegia e trasferitosi negli Stati Uniti nel 1872. Uno dei suoi otto fratelli fu Ted Thye (1890 - 1966), noto wrestler professionista.
Nel 1904, Thye e la sua famiglia si trasferirono a Northfield, nel Minnesota, dove cominciò i primi studi. Nel 1913, Thye studiò alla Tractor and Internal Combustion School di Minneapolis e si laureò all'American Business College nel 1916. Con l'entrata in guerra degli Stati Uniti, Thye si arruolò come privato negli United States Army Air Corps nel 1917. Combatté in Francia, e in seguito fu promosso a sottotenente.

## Carriera
Dopo la guerra, Thye tornò in Minnesota nel 1919 e trovò lavoro presso la Deere & Webber Company di Minneapolis come operaio. Nel 1921 si sposò con Hazel Ramage, dalla quale ebbe una figlia chiamata Jean Roberta. Il matrimonio durò fino al 1936, anno della morte della sua consorte. Continuò a lavorare alla Deere fino al 1922, quando diventò direttore e proprietario di un caseificio di Northfield.
Nel 1925, Thye fu eletto al consiglio comunale di Sciota e poi ricoprì vari ruoli all'interno di varie istituzioni e aziende. Negli anni trenta diventò amico di Harold Stassen, aiutandolo nella campagna elettorale per le elezioni di governatore del Minnesota del 1938.

### Governatore del Minnesota
Thye fu eletto vicegovernatore del Minnesota nel novembre 1942 (con Stassen come governatore). Nello stesso mese, si risposò con Myrtle Ennor Oliver, con la quale rimase sposato fino alla sua morte. Il 27 aprile 1943, il governatore Stassen diede le dimissioni per arruolarsi nella United States Navy e Thye divenne governatore. Nel novembre 1944 vinse le elezioni come governatore con una larghissima maggioranza.
Thye, assieme al senatore del Minnesota Henrik Shipstead, appoggiò alle elezioni presidenziali del 1944 il governatore di New York Thomas Dewey, il quale fu sconfitto dal presidente Franklin Delano Roosevelt.
Durante la sua amministrazione, Thye istituì il dipartimento di aeronautica, la commissione di pianificazione post-guerra e la commissione dei diritti umani.

### Senatore
Thye fu eletto senatore nel 1946 dopo aver sconfitto il senatore in carica Henrik Shipstead alle primarie repubblicane e il candidato democratico, Theodore Jorgenson. Fu senatore dal 1947 al 1959 per sei legislature. Perse la rielezione nel 1958 contro il democratico Eugene McCarthy.

## Morte
Thye morì il 28 agosto 1969 a Northfield, nel Minnesota. Fu sepolto nell'Oaklawn Cemetery di Northfield.